# Кухаренко, Александр Александрович
Алекса́ндр Алекса́ндрович Кухаре́нко (1914—1993) — советский минералог, геохимик, геолог, заведующий кафедрой минералогии ЛГУ (1961—1987)

## Биография
Родился 2 (15) декабря 1914 в Москве.
В 1938 году окончил геолого-почвенно-географический факультет Ленинградского государственного университета (ЛГУ).
1938—1939 годах работал в отделе неметаллов ЦНИГРИ (ВСЕГЕИ), где занимался поисками алмазов.
1939—1940 годах воевал в Финской войне на Карельском перешейке, был командиром пехотного взвода. Был ранен и демобилизован
В мае 1940 года вернулся во ВСЕГЕИ и одновременно поступил в аспирантуру кафедры минералогии Ленинградского университета.
В 1941—1946 годах работал в Уральской алмазной экспедиции (на базе алмазных секторов ВСЕГЕИ и ВИМСа).
С 1946 года работал в ЛГУ: Ассистент кафедры минералогии, затем доцента и профессора кафедры радиоактивных элементов.
В 1961—1987 годах — заведующий кафедрой минералогии ЛГУ.
Был женат на  геологе Наталии Николаевне Сарсадских, одной из первооткрывательниц месторождений алмазов в Якутии. 
Скончался 28 февраля 1993 года.

## Публикации
Книги
- Кухаренко А. А. Алмазы Урала. — М.: Госгеолтехиздат, 1955. — 515 с.
- Кухаренко А. А. Минералогия россыпей. — М.: Госгеолтехиздат, 1961. — 318 с.
- Трушкова Н. Н., Кухаренко А. А. Атлас минералов россыпей. — М.: Госгеолтехиздат, 1961. — 435 с.

## Память
В честь А. А. Кухаренко были названы минералы:
- Кухаренкоит (Kukharenkoite-(Ce), Ba2Ce(CO3)3F)[5].
- Кухаренкоит-La (Ba2(La,Ce)(CO3)3F[6].